# 샌드라 불럭
샌드라 애넷 불럭(영어: Sandra Annette Bullock, 1964년 7월 26일 ~ )은 미국의 배우이다. 영화 배우 조합 상을 수상하였으며, 할리우드 배우로서 골든 글로브 상에 두 번 지명되었다. 그녀는 《스피드》와 《당신이 잠든 사이에》에서 역할을 맡은 후 1990년대에 명성을 얻었으며, 《미스 에이전트》와 2004년의 《크래쉬》에서 일류의 할리우드 배우로 경력을 쌓았다.
한국 영화 《시월애》를 리메이크한 2006년 작품 《The Lake House》에 출연하였다. 이후 다시 한국에서 《레이크 하우스》로 개봉하였던 이 영화는 2006년 미국 개봉 첫 주 4위에 랭크되었으며, 전 세계 1억 1483만달러의 수입을 올렸다. 2009년,
미식축구 선수 마이클 오허의 실화를 바탕으로 한 영화 《블라인드 사이드》에 출연하였다.
2009년 미국의 초연에서 최고의 성적을 냈으며, 국내에서 9월 3일 개봉한 영화 《프로포즈》에서 생애 첫 전라연기를 했다.
2010년 3월 6일 래지상 수상식장에서 《올 어바웃 스티브》로 최악의 여자 배우 상을, 3월 7일에는 《블라인드 사이드》로 아카데미상 여우주연상을 수상하였다. 6월 7일에는 MTV 무비 어워드에서 MTV 세대상을 수상하였다.

## 젊은 시절
샌드라 불럭은 독일인 오페라 가수, 헬가 D. 메이어와 앨라배마주 출신의 펜타곤 하청업자, 중역이자 파트 타임 보컬 코치인 존 W 불럭의 딸로서 버지니아주 알링턴에서 태어났다. 불럭의 모계쪽 할아버지는 독일 뉘른베르크 출신 로켓 과학자였다. 불럭은 그녀가 뉘른베르크 국립극장 오페라 어린이 성가대에서 노래를 했던 곳인 뉘른베르크에서 12살까지 살았다. 그녀는 자주 오페라 투어로 그녀의 어머니와 여행을 다녔으며 어린 시절 독일과 유럽의 여러 곳에서 지냈다. 독일 시민권을 보유하고 있다. 불럭은 어렸을 때 발레와 성악을 공부하면서 어머니의 오페라 프로덕션에서 늘 지저분한 집시 꼬마
같은 조그만 역을 맡았다.
불럭은 치어리더를 했고, 고등학교 극장 프로덕션에 참석했으며 미식축구 선수와 사귀었던 워싱턴-리 고등학교에 다녔다. 1982년에 졸업을 하고 노스캐롤라이나, 그린빌에 위치한 이스트캐롤라이나 대학에 등록하였다. 이 시기 동안 레스토랑에서 웨이트리스로서 일하기도 하였다. 그 후 1986년 단 3학점을 남겨 두고 대학을 중퇴한 후 연기자의 길을 걷기 위해 뉴욕으로 향한다. 뉴욕에서 성공을 꿈꿨던 많은 배우가 그러했듯 산드라 블록 역시 칵테일 웨이트리스, 바텐더, 코트 체커 등의 직업을 전전하며 수많은 오디션의 문을 두드리며 기회를 노린다.

## 경력

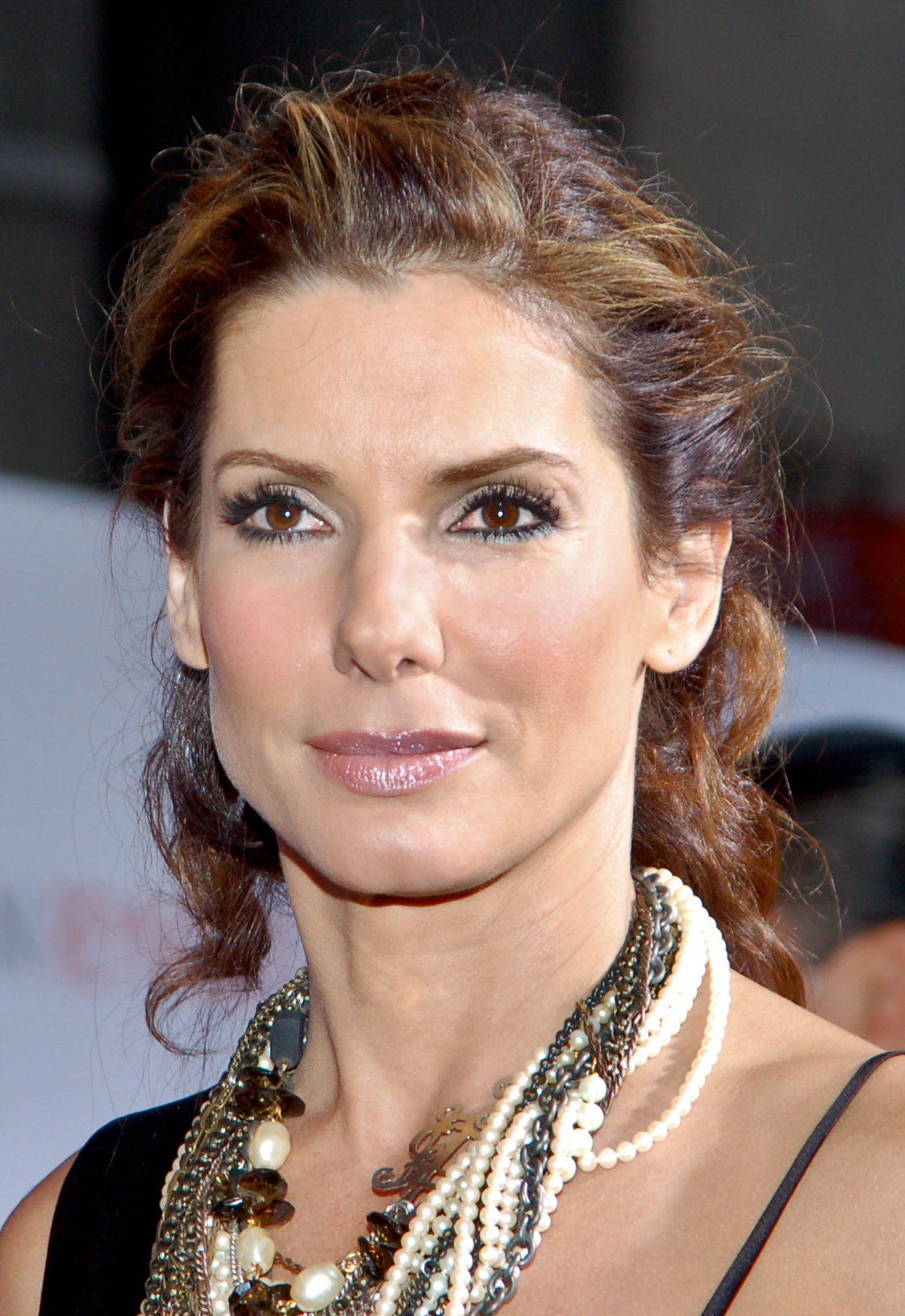
2009년 《프로포즈》 프리미어에서 불럭.

뉴욕에 있는 동안, 불럭은 네이버후드 플레이하우스 (Neighborhood Playhouse)에서 배우 수업을 들으며 몇몇 학생 영화에 출연하였다. 후에 오프브로드웨이 연극 《No Time Flat》에서 역할을 맡는다. 연출가 앨런 J. 레비는 불럭의 연기에 좋은 인상을 받아 그녀에게 TV 영화 《Bionic Showdown:The Six Million Dollar Man and the Bionic Woman》(1989년)에 배역을 주었다.
TV 영화를 촬영한 뒤 불럭은 영화 《워킹 걸》(1990년)의 NBC 텔레비전 버전의 주요 배역뿐만 아니라 몇몇 독립 영화의 작은 배역에 연속으로 캐스팅되었다. 후에 《러브 포션 넘버 9》(1992년), 《콜리드 러브》(1993년), 《파이어 아마존》같은 몇몇 영화에 출연하였다.
불럭이 최초로 이름을 알린 영화는 실베스터 스탤론과 웨슬리 스나이프스가 스타가 된 공상과학 영화, 《데몰리션 맨》(1993년)이다. 이 배역을 맡음으로써 다음해 얀 드봉 감독의 영화《스피드》에서 한계를 돌파하는 배역을 맡을 수 있게 되었다. 불럭은 (원래 하기로 계획되었던 데미 무어를 대신하여) 《당신이 잠든 사이에》와 《미스 에이전트》를 포함하는 일련의 성공을 거두며 1990년대 후반 최고 수준의 무비 스타가 되었다. 불럭은 《스피드 2》로 천백만 달러, 《미스 에이전트 2:라스베이거스 잠입사건》으로 1억7천5백만 달러를 받았다.
불럭은 1996년과 1999년에 피플지의 가장 아름다운 50인 중 하나로서 선정되었고 또한 《엠파이어》잡지의 〈전 시대 최고 100인의 무비 스타〉목록 중 58위로 랭크되었다. 시트콤 《The George Lopez Show》의 책임 프로듀서로서 작품을 2002년 《라울 줄리아 어워드》에 출품했다. 2002년 전 세계적으로 히트한 《투 윅스 노티스》에 휴 그랜트의 상대역을 맡았다.
불럭은 후에 2006년 6월 16일에 개봉한 로맨틱 드라마 《레이크 하우스》에서 키아누 리브스와 함께 모습을 드러낸다. 영화 캐릭터가 영화 내내 떨어져 있기 때문에 불럭과 리브스는 영화를 찍는 동안 세트에서 2주 동안만 함께 지냈다. 불럭은 2005년 3월 24일 〈할리우드 명예의 거리〉에 별을 받았다. 2007년 1월, 불럭은 8천5백만 달러의 자산을 가진, 포브스가 선정한 엔터테인먼트 업계에 있어 14번째로 가장 부유한 여성으로 명명되었다.

## 사업
불럭은 현재 자신의 프로덕션 회사 〈Fortis Films〉를 운영한다. 자매인 게지네 불럭 프라도는 이 회사의 사장이며 아버지 존 불럭은 이 회사의 CEO이다. 그녀는 약 1000만 달러를 번 로버트 보든과 공동 제작하였던조지 로페즈의 제작자였다. 그녀는 또한 작업장에서 사고를 치기 일쑤인 공장 노동자 역할로 "Accident Amy" 같은 쇼에서 카메오 출현을 했다. 불럭은 제리 보이드의 단편 이야기 밀리언 달러 베이비에 기반한 영화를 제작하려고 했지만 여성 권투 드라마에 제작사가 관심이 없어서 제작할 수 없었다. 클린트 이스트우드가 제작하여 2004년 오스카상을 받게 된다. 불럭의 프로덕션 회사, 〈Fortis Films〉는 그녀의 다음 영화 《올 어바웃 스티브》를 제작할 것이다.

## 개인 생활
불럭은 한때 그녀가 《러브 포션 넘버 9》을 촬영하는 동안 만났었던 배우 테이트 도너번과 약혼을 한 적이 있으며 그들의 관계는 4년간 지속되었다. 그녀는 이전에 풋볼 선수 트로이 애이크먼 (Troy Aikman), 오스틴 뮤지션 밥 슈나이더 (Bob Schneider), 영화 스타 매슈 매코너헤이와 16살 연하 라이언 고슬링과 데이트했다. 몇몇 유명한 연예인 친구들은 헤더 번스와 휴 그랜트를 포함한다.

불럭은 2005년 7월 16일 모터사이클 제조업자이자 《Monster Garage》 진행자 제시 G. 제임스와 결혼하였다. 그들은 불럭이 그녀의 10살난 대자 (代子)의 크리스마스 선물로서 제임스를 만나는 것을 주선했을 때 만났었다. 그녀의 남편과 그녀의 결혼에 관해, 불럭은 다음과 같이 논평했다:
So basically through a courtship of letters... I learned about a human being. It was not something I wanted, needed, or looked for, but because he was a stronger person than I was, spiritually and on a tolerance level, I was lucky enough that he educated me... I always thought of marriage as a death sentence, that there'd be a ball and chain, and you'd be told, "You need to stop doing these things and become a good little wife." Now people say "Oh my God you're going to have sex with one person the rest of your life!" I hope I have sex with him for the rest of my life - because I like it!
2000년 12월 20일에, 불럭은 잭슨 홀 공항에서 전세낸 자가용 비행기 사고에서 살아남았다. 그 항공기는 활주로 대신에 눈더미에 부딪혀서 노즈 기어 (nose gear)와 노즈 콘 (nose cone)이 벗겨지는 결과를 초래했고, 오른쪽 날개가 비행기로부터 부분적으로 분리되었으며 왼쪽 날개가 뒤로 구부러졌다.
불럭은 미국 적십자, 자유 재앙 경감 기금과 2004년 인도양 지진과 쓰나미에 응답에 1 백만 달러를 두 번 기부했다.
2004년 10월, 불럭은 그녀의 레이크 오스틴 텍사스 맨션의 제조업자, 베니 데인시조 (Benny Daneshjou)와의 수 백만달러 재판에서 승소했다; 배심원은 그 집이 사람이 살 수 없다고 판정했다. 집은 헐리고 재건축되었다. 불럭은 또한 조지아 서배너로부터 몇 마일 떨어진 조지아주, 티비 섬 (Tybee Island)에 집을 소유하고 있다. 4년의 준비 후, 불럭의 최초의 레스토랑 〈Bess〉 가 오스틴에서 2006년 11월에 개업하였다.
2007년 4월 22일 불럭의 광적인 팬을 자처한 마사 다이애나 밸런타인이라는 여성이 오렌지 카운티에 있는 제임스와 불럭의 남 캘리포니아 집 바깥에 누워 있었다. 제임스가 밸런타인을 대면했을 때 그녀는 자신의 2004년식 은색 메르세데스로 안으로 돌진했고 3,4번 이상 그를 차로 치려 했다. 밸런타인은 치명적인 무기를 소지하고 급습한 혐의로 체포되었다. 5월에 그 여성은 3년형을 구형받았다.
2008년 4월 18일 매사추세츠주 글로스터에서 영화 《프로포즈》 촬영을 마치고 귀가 도중 음주 운전자에 의해 렌트한 검은색 SUV 차량의 앞 부분이 파괴되는 사고를 당했다. 사고에도 불구하고 아무도 다치지 않았다.

## 출연 작품

### 영화
| 년도   | 작품명                                                               | 역할명                                                                    | 비고                              |
| ------ | -------------------------------------------------------------------- | ------------------------------------------------------------------------- | --------------------------------- |
| 1987년 | 《행맨》                                                             | 리사 에드워즈 Lisa Edwards                                                |                                   |
| 1989년 | 《바보와의 사랑》                                                    | 데비 Debby                                                                |                                   |
| 1989년 | 《Bionic Showdown: The Six Million Dollar Man and the Bionic Woman》 | 케이트 메이슨 Kate Mason                                                  | TV 영화                           |
| 1989년 | 《청춘스케치》                                                       | 데블린 모런 Devlin Moran                                                  |                                   |
| 1989년 | 《The Preppie Murder》                                               | 스테이시 Stacy                                                            |                                   |
| 1990년 | 《Lucky/Chances》                                                    | 마리아 산탄젤로 Maria Santangelo                                          |                                   |
| 1990년 | 《초보 갱 지미》                                                     | 로리 Lori                                                                 |                                   |
| 1992년 | 《X세대 연예 방식》                                                  | 어맨다 Amanda                                                             |                                   |
| 1992년 | 《러브 포션 넘버 9》                                                 | 다이앤 패로 Diane Farrow                                                  |                                   |
| 1992년 | 《The Vanishing》                                                    | 다이앤 셰이버 Diane Shaver                                                |                                   |
| 1992년 | 《콜리드 러브》                                                      | 린다 루 린든 Linda Lue Linden                                             |                                   |
| 1993년 | 《데몰리션 맨》                                                      | 리니나 헉슬리 중위 Lt. Lenina Huxley                                      |                                   |
| 1993년 | 《Fire on the Amazon》                                               | 앨리사 로스먼 Alyssa Rothman                                              |                                   |
| 1993년 | 《월터와 프랭크》                                                    | 일레인 Elaine                                                             |                                   |
| 1994년 | 《스피드》                                                           | 애니 포터 Annie Porter                                                    |                                   |
| 1995년 | 《당신이 잠든 사이에》                                               | 루시 엘리너 모더래츠 Lucy Eleanor Moderatz                                |                                   |
| 1995년 | 《네트》                                                             | 앤절라 베넷 / 루스 마르크스 Angela Bennett/Ruth Marx                      |                                   |
| 1996년 | 《투 이프 바이 씨》                                                  | 로즈 Roz                                                                  |                                   |
| 1996년 | 《타임 투 킬》                                                       | 엘런 로크 Ellen Roark                                                     |                                   |
| 1996년 | 《러브 앤 워》                                                       | 아그네스 본 쿠로브스키 Agnes von Kurowsky                                 |                                   |
| 1997년 | 《스피드 2》                                                         | 애니 포터 Annie Porter                                                    |                                   |
| 1998년 | 《사랑이 다시 올 때》                                                | 버디 프루이트 Birdee Pruitt                                               |                                   |
| 1998년 | 《프랙티컬 매직》                                                    | 샐리 오언스 Sally Owens                                                   |                                   |
| 1998년 | 《이집트 왕자》                                                      | 미리엄 Miriam                                                             |                                   |
| 1999년 | 《포스 오브 네이처》                                                 | 사라 루이스 Sarah Lewis                                                   |                                   |
| 2000년 | 《건 샤이》                                                          | 주디 팁 Judy Tipp                                                         |                                   |
| 2000년 | 《28일 동안》                                                        | 그웬 커밍스 Gwen Cummings                                                 |                                   |
| 2000년 | 《미스 에이전트》                                                    | 그레이시 하트 / 그레이시 루 프리부시 Gracie Hart/Gracie Lou Freebush      |                                   |
| 2002년 | 《머더 바이 넘버》                                                   | 캐시 메이웨더 / 제시카 메리 허드슨 Cassie Mayweather/Jessica Marie Hudson |                                   |
| 2002년 | 《행복한 비밀》                                                      | 시덜리 "시다" 워커 Siddalee 'Sidda' Walker                                |                                   |
| 2002년 | 《투 윅스 노티스》                                                   | 루시 켈슨 Lucy Kelson                                                     |                                   |
| 2005년 | 《러버보이》                                                         | 하커 부인 Mrs. Harker                                                     |                                   |
| 2005년 | 《미스 에이전트 2: 라스베가스 잠입사건》                             | 그레이시 하트 Gracie Hart                                                 |                                   |
| 2005년 | 《크래쉬》                                                           | 진 캐벗 Jean Cabot                                                        |                                   |
| 2006년 | 《레이크 하우스》                                                    | 케이트 포스터 Kate Forster                                                |                                   |
| 2006년 | 《인퍼머스》                                                         | 넬 하퍼 리 Nelle Harper Lee                                               |                                   |
| 2007년 | 《프리모니션》                                                       | 린다 퀸 핸슨 Linda Quinn Hanson                                           |                                   |
| 2009년 | 《프로포즈》                                                         | 마거릿 "매기" 테이트 Margaret "Maggie" Tate                               |                                   |
| 2009년 | 《올 어바웃 스티브》                                                 | 메리 호로비츠 Mary Horowitz                                               | 31회 골든라즈베리 여우주연상 수상 |
| 2009년 | 《블라인드 사이드》                                                  | 리 앤 투이 Leigh Anne Tuohy                                               | 82회 오스카 여우주연상 수상       |
| 2011년 | 《엄청나고 시끄럽게 믿을 수 없는 가까운》                            | 린다 쉘 Linda Schell                                                      |                                   |
| 2013년 | 《더 히트》                                                          | 사라 애쉬번 Sarah Ashburn                                                 |                                   |
| 2013년 | 《그래비티》                                                         | 라이언 스톤 Ryan Stone                                                    |                                   |
| 2015년 | 《미니언즈》                                                         | 스칼렛 오버킬 (목소리) Scarlet Overkill (Voice)                           |                                   |
| 2015년 | 《프레지던트 메이커》                                                | 제인 보딘 Jane Bodine                                                     |                                   |
| 2018년 | 《오션스8》                                                          | 데비 오션 Debbie Ocean                                                    |                                   |
| 2018년 | 《버드 박스》                                                        | 멀로리 Malorie                                                            |                                   |
| 2021년 | 《언포기버블》                                                       | 루스 슬레이터 Ruth Slater                                                 |                                   |
| 2022년 | 《로스트 시티》                                                      | 로레타 세이지 Loretta Sage                                                |                                   |
| 2022년 | 《불릿 트레인》                                                      | 마리아 비틀 Maria Beetle                                                  |                                   |
| 2026년 | 《프랙티컬 매직 2》                                                  | 샐리 오언스 Sally Owens                                                   |                                   |

## 수상 경력
- 1994년 주피터어워즈 외국여자배우상
- 1995년 골든애플어워즈 올해의 여성상
- 1995년 제4회 MTV영화제 최고의 스크린 듀오상
- 1995년 제4회 MTV영화제 가장 매력적인 여자배우상
- 1995년 제4회 MTV영화제 최고의 여자배우상
- 1995년 제21회 새턴어워즈 최우수여우주연상
- 1995년 주피터어워즈 외국여자배우상
- 1996년 제22회 피플스초이스어워즈 가장좋아하는 여자배우상
- 1996년 불럭버스터엔터테이너어워즈 서스펜스부문 가장좋아하는 여자배우상
- 1996년 쇼웨스트어워즈 올해의 여자배우상
- 1996년 주피터어워즈 외국여자배우상
- 1997년 제23회 피플스초이스어워즈 가장좋아하는 여자배우상
- 1998년 론영화&텔레비전시상식 여자배우상
- 1999년 제1회 틴 초이스 어워즈 초이스 히시핏상
- 1999년 제25회 피플스초이스어워즈 가장좋아하는 여자배우상
- 2000년 밤비어워즈 국제영화상
- 2000년 제2회 틴 초이스 어워즈 초이스 와이피아웃상
- 2001년 쇼웨스트어워즈 올해의 여자배우상
- 2001년 아메리칸코미디어워즈 가장재미있는 여자배우상
- 2004년 헤이스푸딩씨어티어어워즈 올해의 여성상
- 2005년 제7회 틴 초이스 어워즈 코미디부문 초이스 여자배우상
- 2005년 우먼 인 필름 어워즈 크리스탈상
- 2006년 제12회 미국배우조합상 영화부문 캐스팅상
- 2006년 제8회 틴 초이스 어워즈 초이스 무비 립록상
- 2006년 제32회 피플스초이스어워즈 가장좋아하는 여자배우상
- 2006년 제10회 할리우드국제영화제 여우조연상
- 2009년 림브렌트어워즈 최우수해외여자배우상
- 2010년 제67회 골든글로브시상식 드라마부문 여우주연상
- 2010년 제15회 크리틱스초이스 여우주연상
- 2010년 제16회 미국배우조합상 영화부문 여우주연상
- 2010년 제25회 산타바바라국제영화제 아메리칸 리비에라상
- 2010년 제30회 골든라즈베리시상식 최악의 커플상
- 2010년 제30회 골든라즈베리시상식 최악의 여우주연상
- 2010년 제82회 아카데미시상식 여우주연상
- 2010년 제12회 틴 초이스 어워즈 로맨틱코미디부문 여자배우상
- 2010년 제12회 틴 초이스 어워즈 드라마부문 여자배우상
- 2010년 제12회 틴 초이스 어워즈 댄스상
- 2010년 제36회 피플스초이스어워즈 가장좋아하는 여자배우상
- 2010년 제19회 MTV영화제 mtv제너레이션상
- 2013년 아프리카-아메리카비평가협회상 여우주연상
- 2013년 앨리스 우먼 필름 저널리스트 어워즈 디플링 에이지/에이지스 여자배우상
- 2013년 앨리스 우먼 필름 저널리스트 어워즈 액션부문 여자배우상
- 2013년 제17회 할리우드영화제 여우주연상
- 2013년 골든스모이스어워즈 여자배우상
- 2013년 휴스턴비평가협회상 여우주연상
- 2013년 캔자스시티비평가협회상 여우주연상
- 2013년 노스텍사스비평가협회상 여우주연상
- 2013년 여성비평가협회상 여우주연상
- 2013년 제15회 틴 초이스 어워즈 초이스 여름영화부문 여자배우상
- 2013년 제15회 틴 초이스 어워즈 치미스트라이상
- 2014년 제25회 팜스프링스국제영화제 여자배우상
- 2014년 제19회 크리틱스초이스 액션영화 여우주연상
- 2014년 제40회 피플스초이스어워즈 가장좋아하는 여자배우상
- 2014년 제40회 피플스초이스어워즈 가장좋아하는 영화 속 듀오상
- 2014년 제40회 피플스초이스어워즈 가장드라마틱한 여자배우상
- 2014년 제40회 피플스초이스어워즈 가장좋아하는 코미디영화부문 여자배우상
- 2014년 주피터어워즈 외국여자배우상
- 2014년 제40회 새턴어워즈 최우수여우주연상
- 2016년 제42회 피플스초이스어워즈 가장좋아하는 목소리연기상
- 2016년 제42회 피플스초이스어워즈 가장좋아하는 여자배우상

## 노트
- ^이름표기  대한민국에서는 '산드라 블록'이라는 표기가 종종 사용되고 있으나, 국립국어원의 외래어표기법 심의 결과에 따르면 '샌드라 불럭'이 옳은 표기이다.